# إلحاد ضمني وصريح

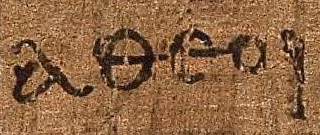

الإلحاد الضمني والإلحاد الصريح أنواع من الإلحاد. في كتاب الإلحاد: القضية ضد الإله لجورج سميث، يُعرّف «الإلحاد الضمني» بأنه: غياب عقيدة الإيمان دون رفض واعٍ لها، في حين يعرّف «الإلحاد الصريح» بأنه غياب عقيدة الإيمان بسبب الرفض الواعي لها. إذ درس الملحدون الصريحون فكرة الآلهة، ثم رفضوا الاعتقاد بوجود أي منها. أما الملحدون الضمنيون، على الرغم من أنهم لم يحافظوا على معتقد بوجود أي إله، إلا أنهم لم يرفضوا المفهوم أو لم يفكروا فيه بشكل أوسع.

## الإلحاد الضمني
الإلحاد الضمني هو غياب عقيدة الإيمان دون رفض واعٍ لها. يشمل غياب عقيدة الإيمان جميع أشكال عدم الإيمان بالآلهة. ما يجعل هذا التعريف متضمنًا البالغين الذين لم يسمعوا بمفهوم الآلهة سابقًا، والبالغين الذيم لم يفكروا بمفهوم الآلهة بشكل فعلي، ويشمل التعريف أيضًا اللا أدريين الذين لا يؤمنون بأي إله (حتى لو اعتبروا أنفسهم غير ملحدين)، وينطبق التعريف على الأطفال. في عام 1772 قال بارون دي هولباخ إن «جميع الأطفال يولدون ملحدين، إذ ليست لديهم فكرة عن الإله». أما سميث فلا يذكر الأطفال حديثي الولادة، ولكنه يحدد بوضوح أن بعض الأطفال كما الملحدين لا يدركون أي مفهوم لأي إله:
الرجل الذي لا يعرف الإيمان هو ملحد لأنه لا يؤمن بإله. فتشمل هذه الفئة أيضًا الطفل الذي يتمتع بالقدرة على فهم القضايا المتضمنة، لكنه ما يزال غير مدرك لهذه القضايا. لذا فحقيقة أن هذا الطفل لا يؤمن بإله تجعل منه ملحدًا.

## الإلحاد الصريح
يلاحظ سميث أن بعض دوافع الإلحاد الصريح عقلانية وبعضها الآخر ليس كذلك. ويقول عن الدوافع العقلانية:
أهم أنواع الإلحاد هو الإلحاد الصريح ذو الطبيعة الفلسفية. إذ يدعي هذا النمط من الإلحاد أن الإيمان بالله غير منطقي وبالتالي يجب رفضه. ونظرًا إلى أن هذا النوع من الإلحاد الصريح يعتمد على نقد المعتقدات الإيمانية، فمن الأفضل أن يوصف بأنه إلحاد نقدي.
بالنسبة إلى سميث، ينقسم الإلحاد النقدي والصريح إلى ثلاث مجموعات فرعية:
1. وجهة النظر التي يعبر عنها عادةً بعبارة «لا أؤمن بوجود إله أو كائن خارق» بعد «فشل العقائد بتقديم أدلة كافية على وجوده. وفي مواجهة نقص الأدلة، لا يرى هذا الملحد الصريح أي سبب على الإطلاق للاعتقاد بوجود كائن خارق».
2. الرأي الذي يعبر عنه عادة بعبارة «الإله غير موجود» أو «وجود الإله مستحيل» وذلك بعد «الحكم على مفهوم معين للإله، مثل إله المسيحية، بأنه سخيف أو متناقض».
3. الرأي الذي «يرفض مناقشة وجود أو عدم وجود إله» لأن «مفهوم الإله» بحد ذاته «غير قابل للفهم».

اختار إرنست ناغل إرفاق تعريف الإلحاد الصريح فقط لفحصه ومناقشته لأجل ورقته البحثية حول «الإلحاد الفلسفي»:
يجب أن أبدأ بالقول ما هو المعنى الذي أعلقه على كلمة «الإلحاد»، وكيف أفسر موضوع هذه الورقة. سوف أفهم «الإلحاد» نقدًا ونفيًا للادعاءات الرئيسية لجميع أنواع الإيمان بالإله. ولا يجب ربط الإلحاد مع عدم الإيمان المطلق، أو عدم الإيمان بعقيدة معينة لجماعة دينية ما. لذا فإن الطفل الذي لم يتلق أي تعليم ديني ولم يسمع عن الإله أبدًا، ليس ملحدًا، إذ إنه لا ينكر أي ادعاءات إيمانية. وينطبق المثل على الشخص البالغ، الذي ارتد عن عقيدة والده دون تفكير أو بسبب عدم مبالاة صريحة بأي قضية لاهوتية، فهو ليس ملحدًا أيضًا، لأن شخصًا كهذا لا يتحدى العقائد ولا يعلن أي وجهات نظر حول هذا الموضوع. لذا أقترح دراسة بعض المفاهيم الفلسفية للإلحاد.
في المفاهيم الفلسفية للإلحاد لناغل، يتفق بشدة مع سميث على التقسيم الفرعي المكون من ثلاثة أجزاء «للإلحاد الصريح» المذكورة سابقًا، على الرغم من أن ناغل لا يستخدم مصطلح «صريح».

## أنواع أخرى من الإلحاد
يُعزى التركيز الضيق المحدد على الإلحاد الموجب الذي اتخذه بعض الفلاسفة المحترفين مثل ناغل من ناحية، مقارنة بدراسة الإلحاد السلبي التقليدي للمفكرين الأحرار مثل دي هولباخ وسميث من جهة أخرى، يُعزى إلى اهتمامات مختلفة للفلاسفة والأشخاص العاديين مناصري الإلحاد.
«إذا أصر الكثير من الملحدين وبعض منتقديهم على التعريف السلبي للإلحاد، فلماذا دعا بعض الفلاسفة الحديثين إلى تعريف إيجابي للإلحاد، الإلحاد باعتباره إنكارًا تامًا لوجود إله؟ جزء من السبب، على ما أظن، يكمن في الهوة التي تفصل بين المفكرين الأحرار والفلاسفة الأكاديميين، فمعظم الفلاسفة المعاصرين غير ملمين تمامًا بالأدب الإلحادي ويظلون غافلين عن تقاليد الإلحاد السلبي الوارد في هذا الأدب.
يوضح إيفريت (2004) أن الفلاسفة يهتمون أكثر بالأسس لإعطاء أو حجب الموافقة على الفرضيات:
نحتاج إلى التمييز بين البحث الذاتي أو الاجتماعي في سبب إيمان بعض الناس أو عدم إيمانهم بالإله، والبحث المعرفي في ما إذا كانت هناك أي أسباب وجيهة لأي من الإيمان أو عدم الإيمان. نحن مهتمون بماهية الأسباب الوجيهة التي تدعم أو تنفي وجود إله، لذا لا يجب إلقاء الضوء على هذا السؤال من خلال الأشخاص الذين يحملون معتقدات غير مستندة إلى أسباب وجيهة.
لذلك، في بعض الأحيان تعاين الفلسفة فقط الإنكار الصريح للإيمان بمعتقد (على الرغم من فلو ومارتن وناغل)، بدلًا من موضوع الإلحاد الضمني واسع الحدود.
عادة ما يستخدم سميث مصطلحات «الإلحاد الضعيف» و«الإلحاد القوي»، والمعروفة أيضًا باسم «الإلحاد السالب» و«الإلحاد الموجب»، كمرادفات «للضمني» و«الصريح» الأقل شهرة. ويؤكد الملحدون «الصريحون الأقوياء» أنه غير صحيح وجود أي آلهة.  أما الملحدون «الصريحون الضعفاء» فيؤكدون أنهم لا يؤمنون بالآلهة، ولا يؤكدون أن الآلهة غير موجودة. أما أولئك الذين لا يؤمنون بوجود أي آلهة، ولا يؤكدون عدم إيمانهم، فهم يندرجون في فئة الملحدين الضمنيين. وتتضمن فئة الملحدين الضمنين الضعفاء: الأطفال والبالغين الذيم لم يسبق لهم السماع بالآلهة، والأشخاص الذين سمعوا عن الآلهة لكنهم لم يفكروا بها أبدًا بشكل جدي؛ بالإضافة إلى اللا أدريين الذين لا يتطرقون لفكرة الإيمان بالآلهة، ولكنهم لا يرفضونها أيضًا.